# 小行星11621
小行星11621（11621 Duccio）是一颗绕太阳运转的小行星，为主小行星带小行星。该小行星于1996年8月15日发现。

## 轨道参数
小行星11621的轨道半长轴为3.2019867 UA，离心率为0.119。